# Идзу (город)
Идзу (яп. 伊豆市 Идзу-си) — город в Японии, находящийся в префектуре Сидзуока. Площадь города составляет 363,97 км², население — 31 872 человека (1 августа 2014), плотность населения — 87,57 чел./км².

## Географическое положение
Город расположен на острове Хонсю в префектуре Сидзуока региона Тюбу. С ним граничат города Нумадзу, Ито, Идзунокуни и посёлки Хигасиидзу, Кавадзу, Нисиидзу.

## Население
Население города составляет 31 872 человека (1 августа 2014), а плотность — 87,57 чел./км². Изменение численности населения с 1980 по 2005 годы:
| 1980 | 39 915 чел. |  |
| 1985 | 39 769 чел. |  |
| 1990 | 38 999 чел. |  |
| 1995 | 39 426 чел. |  |
| 2000 | 38 581 чел. |  |
| 2005 | 36 627 чел. |  |

## Символика
Деревом города считается Quercus acutissima, цветком — васаби, птицей — Phasianus versicolor.